# 江南道
江南道是唐朝的一个道，治所在苏州（今苏州市姑苏区内），初设事辖境包含今浙江、福建、江西、湖南及江苏、安徽、湖北长江以南、四川东南部、贵州东北部之地。作为江南道治所和最大城市，苏州也是唐代江南唯一雄州（按照唐的定制，州分辅、雄、望、紧、上、中、下七等）。

## 所辖州
- 潤州、常州、蘇州、湖州、杭州、睦州、歙州、婺州、越州、台州
- 括州、建州、福州、宣州、饒州、撫州、虔州、洪州、吉州、袁州
- 郴州、江州、鄂州、岳州、潭州、衡州、永州、道州、邵州、朗州
- 澧州、辰州、巫州、施州、思州、南州、黔州、費州、夷州、溱州
- 播州、珍州

唐玄宗开元二十一年（733年），分江南道为江南东道、江南西道和黔中道。江南东道治所苏州（今苏州市），江南西道治所洪州（今南昌市），黔中道治所黔州。

### 江南东道
- 润州：辖丹徒、曲阿、延陵、江宁、上元、句容、金坛县
- 常州：辖晋陵、武进、江阴、义兴、无锡县
- 苏州：辖吴县、嘉兴、昆山、常熟、长洲、海盐县
- 湖州：辖乌程、武康、长城、安吉、临溪县。
- 杭州：辖钱塘、盐官、馀杭、富阳、於潜、临安、新城、紫溪、唐山县。
- 越州：辖会稽、山阴、诸暨、馀姚、剡县、永兴县
- 明州：辖鄮县、奉化、慈溪、翁山县
- 台州：辖临海、唐兴、黄岩、乐安、宁海、象山县
- 婺州：辖金华、义乌、永康、东阳、兰溪、武义县
- 衢州：辖信安、龙丘、须江、盈川、常山、玉山县
- 睦州：辖建德、还淳、寿昌、桐庐、分水、遂安县
- 歙州：辖歙县、休宁、黟县、北野、婺源县
- 括州：辖括苍、松阳、缙云、青田、遂昌县
- 温州：辖永嘉、安固、横阳、乐城县
- 福州：辖闽、侯官、长乐、万安、连江、长溪、古田、尤溪县
- 泉州：辖晋江、南安、莆田、清源县
- 建州：辖建安、邵武、唐兴、建阳、将乐、沙县
- 汀州：辖长汀、杂罗、黄连县
- 漳州：辖漳浦县、龙溪县、怀恩县

### 江南西道
- 宣州：辖宣城 当涂 溧水 溧阳 南陵 泾县 绥安 秋浦县
- 江州：辖浔阳 彭泽 都昌县
- 洪州：辖豫章 建昌 新吴 高安 丰城 豫宁县
- 饶州：辖鄱阳 余干 新昌 乐平 弋阳县
- 抚州：辖临川 崇仁 南城 南丰县
- 吉州：辖庐陵 太和 新淦 安福 永新县
- 袁州：辖宜春 新喻 萍乡县
- 虔州：辖赣县 南康 雩都 虔化 大庾 南安县
- 鄂州：辖江夏 武昌 永兴 蒲圻县
- 岳州：辖巴陵 华容 沅江 湘阴 昌江县
- 潭州：辖长沙 浏阳 醴陵 衡山 湘乡 益阳县
- 衡州：辖衡阳 湘潭 攸县 茶陵 耒阳 新宁县
- 澧州：辖澧阳 安乡 石门县、慈利县
- 朗州：辖武陵 龙阳县
- 永州：辖零陵县、祁阳县、湘源县
- 道州：辖营道 永阳 江华 唐兴县
- 郴州：辖郴县 安陵 资兴 平阳 义章 庐阳 临武 南平县
- 邵州：辖邵阳 武冈县
- 连州：辖桂阳 连山、阳山县

### 黔中道
- 黔州：辖彭水、石城、洪杜、盈川、信宁、都濡县
- 思州：辖務川、思邛、思王縣
- 辰州：辖沅陵、卢溪、溆浦、麻阳、辰溪县
- 锦州：辖卢阳县、招谕、渭阳、万安、洛浦县
- 施州：辖清江县、建始县
- 巫州：辖龙标县、朗溪县、潭阳县
- 业州：辖峨山、渭溪县
- 夷州：辖绥阳、都上、义泉、洋川、宁夷县
- 播州：辖遵义、芙蓉、带水、思王
- 费州：辖涪川、多田、扶阳、城乐县
- 充州：辖平蛮、韶明、东陵、东停、梓姜、辰水县
- 南州：辖南川、三溪县
- 溪州：辖大乡、三亭县
- 溱州：辖荣懿县、扶欢县
- 珍州：辖夜郎县、丽皋县、乐源县